# Luciana Mendes
Luciana de Paula Mendes (nascida em 26 de julho de 1971, no Rio de Janeiro) é uma atleta brasileira aposentada que competiu predominantemente nos 400 e 800 metros rasos. Ela representou seu país nos Jogos Olímpicos de Verão de 1996 e 2004, chegando às semifinais em 2004. Ela também ganhou várias medalhas em nível continental.
Seus recordes pessoais nos 800 e 1000 metros rasos são os atuais recordes nacionais.

## Recordes em competições
| Ano                    | Competição                                           | Local                               | Posição                | Evento                 | Notas                  |
| Representando o Brasil | Representando o Brasil                               | Representando o Brasil              | Representando o Brasil | Representando o Brasil | Representando o Brasil |
| ---------------------- | ---------------------------------------------------- | ----------------------------------- | ---------------------- | ---------------------- | ---------------------- |
| 1988                   | Campeonato Sul-Americano Júnior de Atletismo de 1988 | Cubatão, Brasil                     | 1a                     | 400 m                  | 55.49                  |
| 1988                   | Campeonato Sul-Americano Júnior de Atletismo de 1988 | Cubatão, Brasil                     | 1a                     | Revezamento 4x400 m    | 3:41.52                |
| 1989                   | Campeonato Sul-Americano Júnior de Atletismo de 1989 | Montevideo, Uruguay                 | 2a                     | 400 m                  | 55.49                  |
| 1989                   | Campeonato Sul-Americano Júnior de Atletismo de 1989 | Montevideo, Uruguay                 | 1a                     | Revezamento 4x400 m    | 3:40.7                 |
| 1989                   | Campeonato Pan-Americano de Juniores                 | Santa Fé, Argentina                 | 7a                     | 400 m                  | 55.28                  |
| 1989                   | Campeonato Pan-Americano de Juniores                 | Santa Fé, Argentina                 | 3a                     | Revezamento 4x400 m    | 3:40.87                |
| 1990                   | Campeonato Sul-Americano Júnior de Atletismo de 1990 | Bogotá, Colômbia                    | 1a                     | 400 m                  | 54.85                  |
| 1990                   | Campeonato Sul-Americano Júnior de Atletismo de 1990 | Bogotá, Colômbia                    | 1a                     | Revezamento 4x400 m    | 3:45.12                |
| 1991                   | Campeonato Sul-Americano de Atletismo de 1991        | Manaus, Brasil                      | 2a                     | 800 m                  | 2:04.44                |
| 1991                   | Campeonato Sul-Americano de Atletismo de 1991        | Manaus, Brasil                      | 1a                     | Revezamento 4x400 m    | 3:32.59                |
| 1992                   | Campeonato Iberoamericano de Atletismo               | Sevilha, Espanha                    | 5a (h)                 | 400m                   | 54.90                  |
| 1992                   | Campeonato Iberoamericano de Atletismo               | Sevilha, Espanha                    | 7a                     | 800m                   | 2:07.02                |
| 1993                   | Campeonato Sul-Americano de Atletismo de 1993        | Lima, Peru                          | 2a                     | 400 m                  | 53.06                  |
| 1993                   | Campeonato Sul-Americano de Atletismo de 1993        | Lima, Peru                          | 2a                     | 800 m                  | 2:04.5                 |
| 1993                   | Campeonato Mundial de Atletismo de 1993              | Stuttgart, Alemanha                 | 24a (h)                | 800 m                  | 2:03.55                |
| 1994                   | Taça do Mundo de Atletismo de 1994                   | Londres, Reino Unido                | 2a                     | 800 m                  | 2:00.13                |
| 1994                   | Jogo Sul-Americanos                                  | Valencia (Venezuela)                | 3a                     | 400 m                  |                        |
| 1994                   | Jogo Sul-Americanos                                  | Valencia (Venezuela)                | 2a                     | 800 m                  | 2:01.99                |
| 1995                   | Atletismo nos Jogos Pan-Americanos de 1995           | Mar del Plata, Argentina            | 10a (h)                | 400 m                  | 55.56                  |
| 1995                   | Atletismo nos Jogos Pan-Americanos de 1995           | Mar del Plata, Argentina            | 2a                     | 800 m                  | 2:01.71                |
| 1995                   | Atletismo nos Jogos Pan-Americanos de 1995           | Mar del Plata, Argentina            | –                      | revezamento 4x400 m    | DQ                     |
| 1995                   | Campeonato Sul-Americano de Atletismo de 1995        | Manaus, Brasil                      | 2a                     | 400 m                  | 2:03.56                |
| 1995                   | Campeonato Mundial de Atletismo de 1995              | Gothenburg, Suécia                  | 21a (h)                | 800 m                  | 2:01.82                |
| 1996                   | VII Campeonato Iberoamericano de Atletismo           | Medellín, Colômbia                  | 9a (h)                 | 400 m                  | 55.44                  |
| 1996                   | VII Campeonato Iberoamericano de Atletismo           | Medellín, Colômbia                  | 2a                     | Revezamento 4x400 m    | 3:34.34                |
| 1996                   | Atletismo nos Jogos Olímpicos de Verão de 1996       | Atlanta, Estados Unidos             | 16a (h)                | 800 m                  | 2:00.25                |
| 1997                   | Campeonato Sul-Americano de Atletismo de 1997        | Mar del Plata, Argentina            | 1a                     | 800 m                  | 2:03.56                |
| 1997                   | Campeonato Mundial de Atletismo de 1997              | Atenas, Grécia                      | 6a (sf)                | 800 m                  | 1:59.45                |
| 1999                   | Campeonato Sul-Americano de Atletismo de 1999        | Bogotá, Colômbia                    | 1a                     | 800 m                  | 2:05.62                |
| 1999                   | Campeonato Sul-Americano de Atletismo de 1999        | Bogotá, Colômbia                    | 2a                     | Revezamento 4x400 m    | 3:37.88                |
| 2000                   | IX Campeonato Iberoamericano de Atletismo            | Rio de Janeiro, Brasil              | 3a                     | 400 m                  | 53.18                  |
| 2000                   | IX Campeonato Iberoamericano de Atletismo            | Rio de Janeiro, Brasil              | 1a                     | 800 m                  | 2:01.77                |
| 2001                   | Campeonato Sul-Americano de Atletismo de 2001        | Manaus, Brasil                      | 1a                     | 400 m                  | 52.76                  |
| 2001                   | Campeonato Sul-Americano de Atletismo de 2001        | Manaus, Brasil                      | 1a                     | 800 m                  | 2:00.04                |
| 2001                   | Campeonato Sul-Americano de Atletismo de 2001        | Manaus, Brasil                      | 1a                     | Revezamento 4x400 m    | 3:32.43                |
| 2001                   | Campeonato Mundial de Atletismo de 2001              | Edmonton, Canadá                    | 8a (sf)                | 800 m                  | 2:01.94                |
| 2003                   | Campeonato Sul-Americano de Atletismo de 2003        | Barquisimeto, Venezuela             | 1a                     | 800 m                  | 2:02.06                |
| 2003                   | Atletismo nos Jogos Pan-Americanos de 2003           | Santo Domingo, República Dominicana | 5a                     | 800 m                  | 2:05.52                |
| 2003                   | Atletismo nos Jogos Pan-Americanos de 2003           | Santo Domingo, República Dominicana | 8a                     | 1500 m                 | 4:21.80                |
| 2004                   | XI Campeonato Iberoamericano de Atletismo            | Huelva, Espanha                     | 5a                     | 800 m                  | 2:03.36                |
| 2004                   | Atletismo nos Jogos Olímpicos de Verão de 2004       | Atenas, Grécia                      | 21a (sf)               | 800 m                  | 2:02.00                |

## Melhores marcas pessoais
- 400 metros – 52,76 (Manaus, 2001)
- 600 metros – 1:25.05 (Liège, 2004)
- 800 metros – 1:58.27 (Hechtel, 1994)
- 1000 metros – 2:36.30 (Bruxelas, 1995)
- 1500 metros – 4:20.81 (São Paulo, 2003)